# Spironematellidae

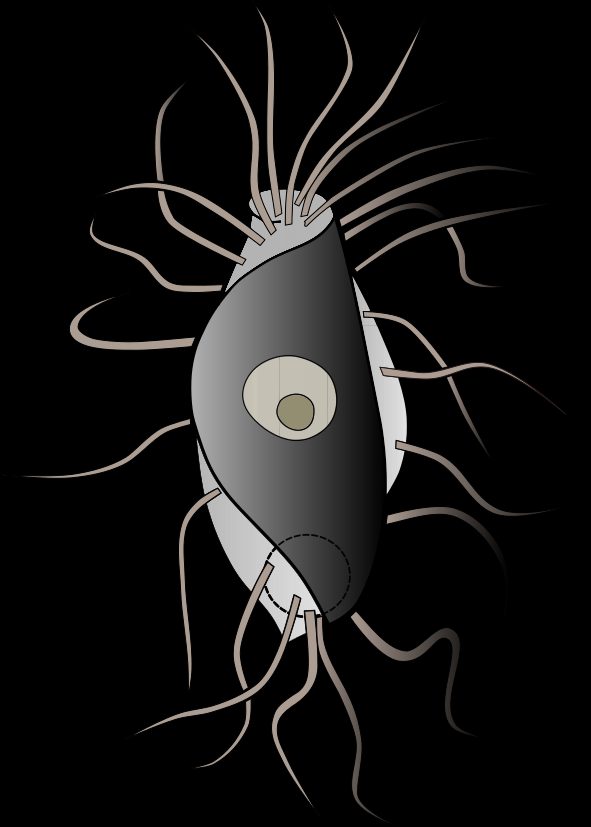
Hemimastix amphikineta (Foissner et al., 1988.)

Spironematellidae, vorher Spironemidae ist eine Familie von Organismen in der Ordnung der Hemimastigida in der Gruppe der Hemimastigophora. Die Familie wurde von Franz Theodor Doflein im Jahr 1916 erstbeschrieben.

## Merkmale
Spironematellidae sind kleine bis mittelgroße, mehrfach begeißelte Organismen von etwa 10 bis 60 Mikrometer Länge. Sie sind vermiform (wurmförmig) bis eiförmig (ovoid), mehr oder weniger deutlich abgeflacht und vorne mit einer mehr oder weniger deutlichen Einschnürung die diesem Abschnitt ein köpfchenartiges Aussehen (Capitulum) verleiht. Der einzelne Zellkern enthält ein deutliches zentrales Kernkörperchen (Nucleolus), das während der Teilung erhalten bleibt. Die Flagellen (Geißeln) verlaufen in zwei Reihen längs der Zelle.

## Systematik
Die Familie zählt vier Gattungen:
- Hemimastix
  - Hemimastix amphikineta (Foissner, Blatterer & Foissner, 1988)
  - Hemimastix kukwesjijk (Eglit & Simpson, 2018)
- Stereonema
  - Stereonema geiseri (Foissner & Foissner, 1993)
- Spironematella[1]
  - Spironematella multiciliata (Klebs, 1893)
  - Spironematella terricola (Foissner & Foissner, 1993)
  - Spironematella goodeyi (Foissner & Foissner, 1993)
- Paramastix (Skuja 1948)[6]
  - Paramastix lata (Skuja 1956)
  - Paramastix minuta (Skuja 1964)
  - Paramastix conifera (Skuja 1948)
  - Paramastix truncata (Skuja 1948)